# Folckerska huset

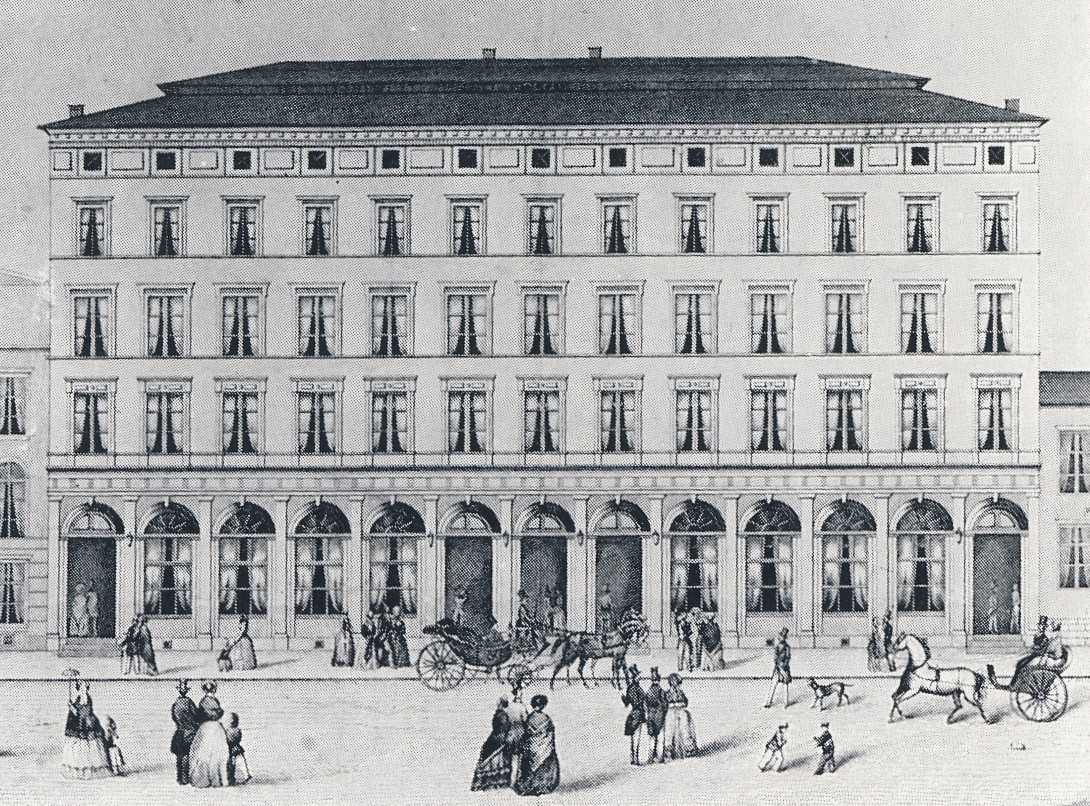
1848

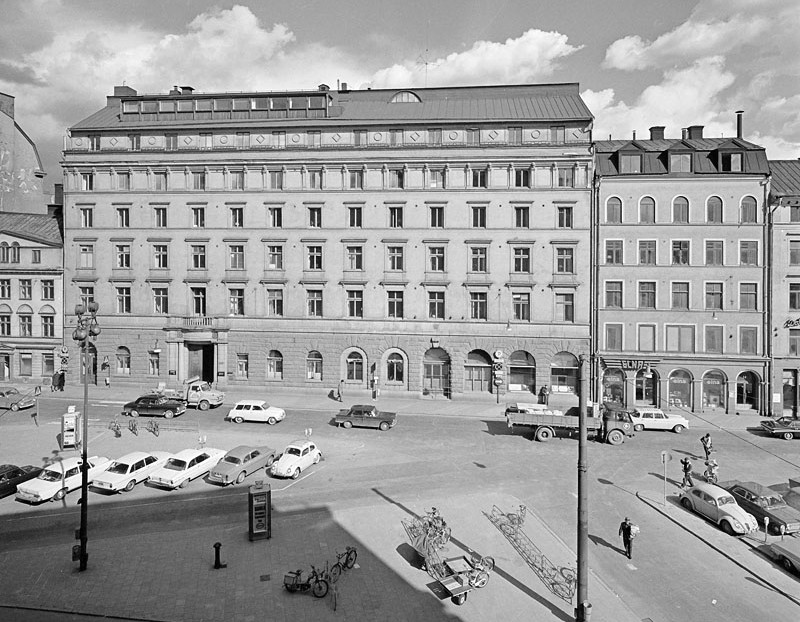
1967

Folckerska huset var en fastighet som låg vid Brunkebergstorg 16-20 i Stockholm, uppfört för kramhandlaren J. F. Folcker 1848 på Gallerians nuvarande plats och ritad av arkitekt Georg Theodor Chiewitz.  
Folckerska huset uppmärksammades, då det innehöll en del "moderniteter", såsom indragen vattenledning från brunnen på torget och stadens första galleria, en glastäckt passage med bodar som sträckte sig genom hela byggnaden. För att markera Brunkebergstorgets betydelse flyttade man Gamla stans Stortorgsbrunnen (bara överdelen) hit år 1857. Huset revs 1969-1970 i samband med Norrmalmsregleringen och Stortorgsbrunnen flyttades tillbaka till Stortorget.
Husets fasad var starkt Parisinspirerad i empirestil.
År 1890-1906 hyrde PRV kontorslokaler i Folckerska huset.

## Ombyggnad för Göteborgs bank

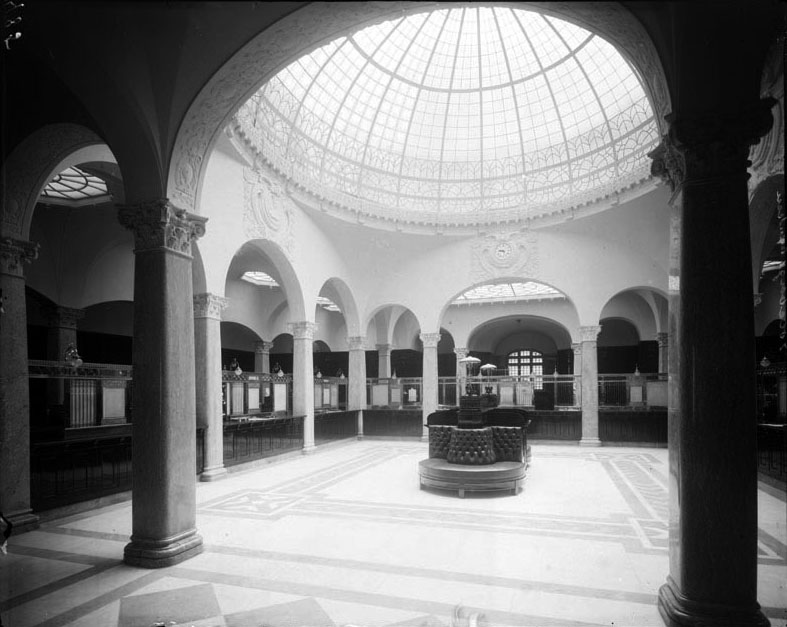
Bankhallen med lanterniner i på Brunkebergstorg 18

Fastigheten köptes i början av 1900-talet av Göteborgs Bank. Banken hade sedan tidigare sitt Stockholmskontor på adressen Brunkebergstorg 12, där arkitekten Ernst Stenhammar fått svara för ombyggnaden av det gamla huset och inredandet av en ny bankhall. Samme arkitekt fick nu i uppdrag att mellan åren 1907-1909 omdana det Folckerska huset för bankens syften.
En magnifik bankhall skapades genom att det 25 meter breda gårdsutrymmet byggdes över. Stenhammar täckte allmänhetens del med en rikt spröjsad, halvsfärisk glaskupol i en stålstomme. Dubbla arkader omger mittskeppet, vilka belyses av glaslanterniner. Marmorgolvet lades i vitt grönt och blått, och pelarna kläddes med stucco lustro. Även tjänstemännens del täcktes med ett glastak.
Ett depositionsvalv med väggar och pelare klädda med grön stucco lustro placerades i källaren. Direktionsvåningarna låg utmed gatan och styrelserummet placerades en trappa upp. Huset relativt enkla fasad putsades i ljusbrun puts och vilade på en granitvåning. 1923 tillkom en påbyggnad, och 1927-1928 byggdes huset med det norra grannhuset som inreddes för banken av Ragnar Östberg.
Huset såldes under mellankrigstiden till Svenska teknologföreningen, som liksom Stockholms byggnadsförening länge haft lokaler i huset.
Göteborgs bank blev kvar i huset fram till slutet av 1960-talet, trots köp av fastigheten på Kungsträdgårdsgatan 12 i syfte att uppföra ett nytt stockholmskontor på 1920-talet. 1967 flyttade man in i den nyuppförda fastigheten Putten 15.